# Nos Kalik
Nos Kalik falu Horvátországban Šibenik-Knin megyében. Közigazgatásilag Drnišhez tartozik.

## Fekvése
Knintől légvonalban 29, közúton 42 km-re délnyugatra, községközpontjától 18 km-re nyugatra, Dalmácia közepén, a Krka és a Čikola összefolyásánál, a Nos-hegyen fekszik.

## Története
A Nos-hegy amelyen a település fekszik a környék többi falvától eltérően a középkorban nem tartozott a knini püspökségnek alárendelt miljevci plébánia területéhez. Területe a kandiai háború során 1648-ban szabadult fel a török uralom alól. Nos településen a velencei kataszter szerint 1709-ben öt család, a Kalik, a Bogonović, a Zelković, a Ninković és a Paladin családok (összesen 44 lakos) laktak. 1797-ben a Velencei Köztársaság megszűnésével a Habsburg Birodalom része lett. 1806-ban Napóleon csapatai foglalták el és 1813-ig francia uralom alatt állt. Napóleon bukása után ismét Habsburg uralom következett, mely az első világháború végéig tartott A falunak 1857-ben 161, 1910-ben 189 lakosa volt. Az első világháború után előbb a Szerb Királyság, majd rövid ideig az Olasz Királyság, ezután a Szerb-Horvát-Szlovén Királyság, majd Jugoszlávia része lett. 1991-ben majdnem teljes lakossága szerb nemzetiségű volt. A délszláv háború során szerb lakói csatlakoztak a Krajinai Szerb Köztársasághoz. 1992 júniusában a Miljevci-plató településeivel együtt visszafoglalták a horvát erők. Ezzel meggátolták, hogy a szerbek innen ellenséges támadást indítsanak különös tekintettek arra, hogy ebben az időben a közeli Jaruga-víztározóból biztosították Šibenik és teljes környékének vízellátását. A faluból ugyanis állandóan szerb orvlövészek zavarták a víztározó dolgozóinak munkáját. Az akció során csaknem az egész települést lerombolták. Ezután mint vitatott terület a Miljevci-fennsíkkal együtt ténylegesen az UNPROFOR nemzetközi erőinek ellenőrzése alatt állt. A településnek 2011-ben mindössze 1 lakosa volt.

## Lakosság
| Lakosság változása | Lakosság változása | Lakosság változása | Lakosság változása | Lakosság változása | Lakosság változása | Lakosság változása | Lakosság változása | Lakosság változása | Lakosság változása | Lakosság változása | Lakosság változása | Lakosság változása | Lakosság változása | Lakosság változása | Lakosság változása |
| ------------------ | ------------------ | ------------------ | ------------------ | ------------------ | ------------------ | ------------------ | ------------------ | ------------------ | ------------------ | ------------------ | ------------------ | ------------------ | ------------------ | ------------------ | ------------------ |
| 1857               | 1869               | 1880               | 1890               | 1900               | 1910               | 1921               | 1931               | 1948               | 1953               | 1961               | 1971               | 1981               | 1991               | 2001               | 2011               |
| 161                | 0                  | 175                | 144                | 174                | 189                | 0                  | 173                | 250                | 255                | 220                | 191                | 104                | 51                 | 5                  | 1                  |

## Nevezetességei
- Szent Miklós tiszteletére szentelt szerb pravoszláv temploma 1896-ban épült.
- A falu festői környezetben a Krka Nemzeti Park területén fekszik.